# 망두석

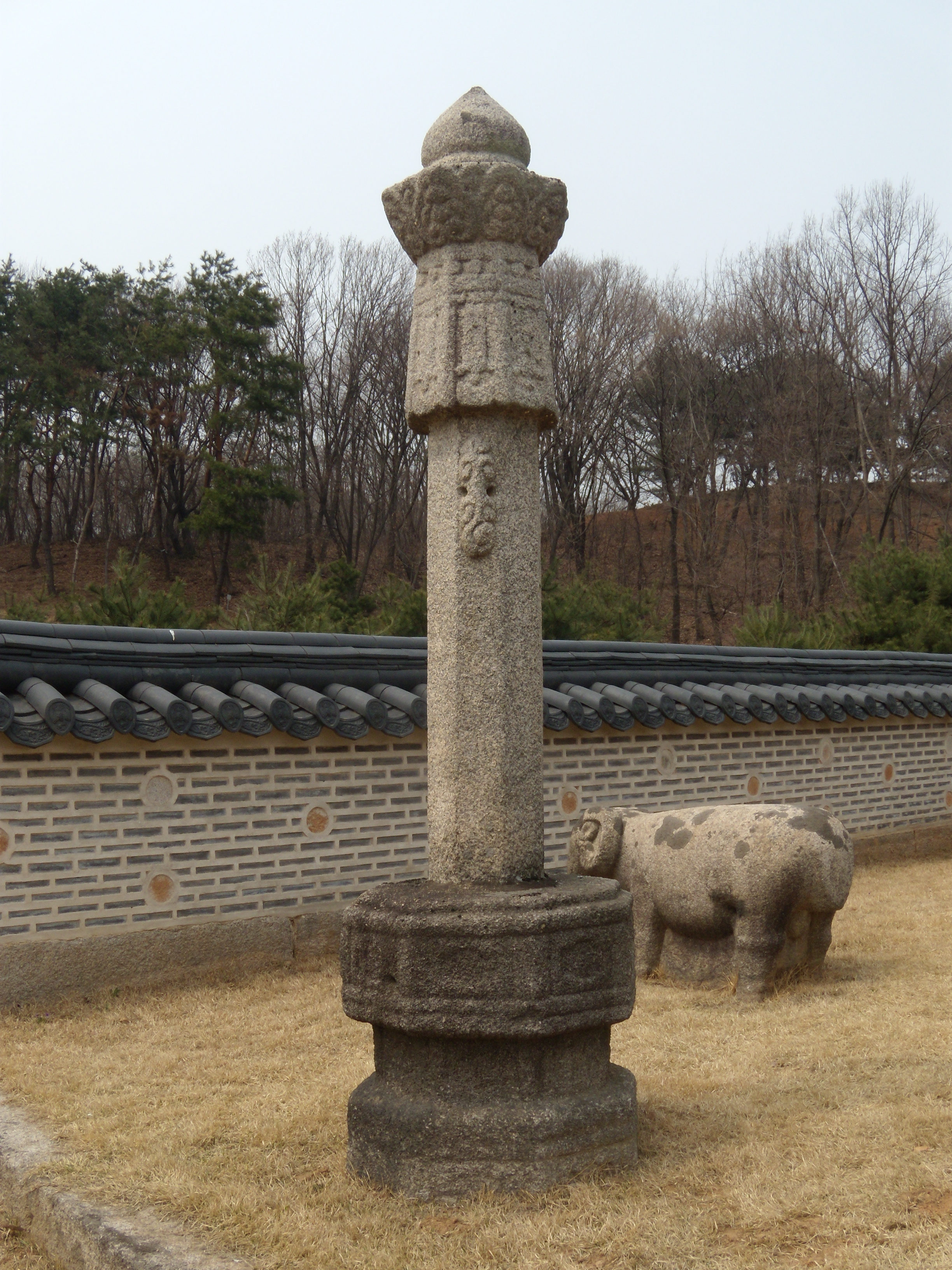
목릉의 망주석

망두석(望頭石)은 무덤 앞이나 양쪽에 세우는 여덟 모로 깎은 한 쌍의 돌기둥이다. 돌기둥, 망주석, 망주석표, 석망주,망부석, 화주표라고도 한다. 망주석에 대해서는 혼령이 봉분을 찾는 표지설과 음양의 조화설, 풍수적 기능설 등의 주장들이 있다. 원래는 신분에 따른 규제가 있었으나, 일제강점기 이후에는 단순한 장식물로 자리잡았다.
원래 중국에서 비롯된 것이다. 묘역을 종단하는 신도(神道) 입구 양 옆에 세운다고 신도주(神道柱)라고도 했고, 석망주(石望柱)라고도 했다. 중국 한나라 때 처음 등장했다.